# Ulan
Ulan (en mongol: Улаан, romanizado: Ulan, lit. 'rojo'; en chino, 乌兰; pinyin, Wūlán) es un condado bajo la administración directa de la Prefectura Haixi en la Provincia de Qinghai, República Popular China. Su área es de 12 249 km² y su población total para 2010 superó los 38 mil habitantes.

## Administración
Desde octubre de 2019, el condado Ulan se divide en 4 pueblos que se administran en poblados. 